# Domżarycy
Domżarycy (biał. Домжарыцы; ros. Домжерицы, Domżericy) – wieś na Białorusi, w obwodzie witebskim, w rejonie lepelskim, siedziba administracyjna sielsowietu. W 2009 roku liczyła 390 mieszkańców.